# 임영순
임영순(林永順, 1975년 12월 29일, 부산광역시 ~ )은 대한민국의 제6대 부산광역시 사하구의원이다.

## 경력
- 1998 총학생회 부총학생회장
- 2003 서부산 통일한마당 집행위원
- 2005 을숙도 어린이 한마당 조직위원
- 2006 민주노동당 감천동·신평동·구평동 분회장
- 6·15공동선언실천민족공동위원회 부산본부 집행위원
- 건강사회를 위한 치과의사회 사무차장
- 통일시대 젊은벗 부대표
- 사하구 학교급식지원조례제정운동본부 감천동·신평동·구평동 집행위원장
- 사회복지사 1급
- 보육교사 1급
- 민주노동당 부산시당 무상교육 무상급식운동본부 공동집행위원장
- 2010.07 ~ 2014.06 제6대 부산광역시 사하구의회 의원
- 2010.07 ~ 2012.07 제6대 부산광역시 사하구의회 전반기 도시위원회 간사
- 2010.07 ~ 2012.07 제6대 부산광역시 사하구의회 전반기 의회운영위원회 위원
- 2010.07 ~ 2012.07 제6대 부산광역시 사하구의회 전반기 예산결산특별위원회 위원
- 2012.07 ~ 2014.06 제6대 부산광역시 사하구의회 후반기 총무위원회 위원
- (사)부산희망나눔 운영위원
- 신평1·2동 주민자치위원회 고문
- 구평동 주민자치위원회 위원
- 감천푸른누리도서관 운영위원
- 감천유림2차아파트 입주자대표자회의 감사
- 노무현재단(부산) 지방자치위원회 연구위원

## 역대 선거 결과
|  | 10.24% |

|  | 13.74% |

|  | 9.67% |